# 존 E. 매클로플린
존 에드워드 매클로플린(John Edward McLaughlin, 1942년 6월 15일 ~ )은 미국의 전 중앙정보국장이다.